# Aleijda van Werst

Familiewapen van Werst

Aleijda van Werst was erfvrouwe van Werst (1537 - 16 februari 1614). Zij was de dochter van Ulrick IV van Werst en Maria Sprewarts.
Zij trouwde in 1554 met jonker Hendrik I van Eynatten (1538-1594). Hij was heer van Abée en Tinloz en Lichtenberg en werd door zijn huwelijk ook heer van Gerdingen en Nieuwstadt. Hij was de zoon van Herman I van Eijnatten-Lichtenberg en Catharina van Bléhem-van Abée.
De heerlijkheid Gerdingen was 84 jaar lang (1470 tot 1554) in bezit van de landjonkers van Werst, door haar huwelijk kwam het in het bezit van het huis Eynatten. Aleijda behield na Hendriks overlijden het vruchtgebruik van de heerlijkheid Abée, zij bewoonde vanaf 1601 het slot in Abée en werd daar in 1614 begraven. In het slot (op de schouw) en in de abdij van Abée (op haar graf) zijn haar wapens nog te vinden. Zij werd begraven, met wapenschilden, in de parochiekerk van Abée.

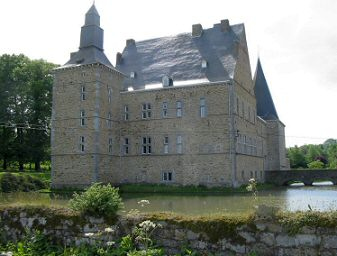
Het kasteel van Abée